# Stara Rijeka (Sanski Most)
Stara Rijeka falu Bosznia-Hercegovinában, a Bosznia-hercegovinai Föderáció Una-Szanai kantonjában, Sanski Most községben.

## Fekvése
Bosznia-Hercegovina északnyugati részén, Bihácstól légvonalban 57, közúton 90 km-re keletre, Sanski Mosttól légvonalban 11, közúton 12 km-re északnyugatra fekvő dombos, erdős területen, az azonos nevű patak völgyében fekszik. A Stara Rijeka patak a falu északi határában, az 527 méter magasságú Runjevicától északra ered, 5 km hosszúságú. A falu központjában egyesül a Batkovača-patakkal, mellyel együtt alkotja a Željeznica-patakot, mely Stari Majdannál egyesül a Gračanica-patakkal és Majdanska-patak néven folytatja útját.

## Népessége
| Nemzetiségi csoport | Népesség 1991 | Népesség 2013 |
| ------------------- | ------------- | ------------- |
| Szerb               | 11            | 0             |
| Bosnyák             | 0             | 0             |
| Horvát              | 641           | 2             |
| Jugoszláv           | 9             | 0             |
| Egyéb               | 13            | 0             |
| Összesen            | 674           | 2             |

## Története
A régészeti leletek tanúsága szerint területe már az ókorban lakott volt. Ezt igazolják a 392 méteres magasságban fekvő „Gradina” nevű lelőhely leletei, melyek egy itteni erődített településre utalnak. A lelőhely sajnálatos módon egy bányanyitás során teljesen megsemmisült. A leletek között ősi bányászati eszközöket, bányászlámpát, csákányokat, vasszerszámokat találtak. Ezeket a tárgyakat ma a
Ljubijei Bányaigazgatóság épületében őrzik. A 19. században a falu területén két római áldozati oltár is előkerült.
Stara Rijeka a török időkben a Stari Majdan-i, majd 1750-től a volari plébániához tartozott. Száz évvel később, 1850-ben önálló papot kapott, akinek még ebben az évben kőrisből házat építettek, az istentiszteletet pedig ennek közelében egy fészerben tartották. Az első Stara Rijeka-i templom csak 1870-ben épült. Néhány évvel később kibővítették. Kezdetben a Stara Rijeka-i katolikus plébániának körülbelül 80 háza volt, melyek egy vasércbánya mellett épültek, ahol primitív módon vasércet olvasztottak, amelyet a Szanán, a Száván és a Dunán, valamint a Fekete-tengeren át szállítottak Konstantinápolyba. Amíg a katolikus plébánia Kamengradban, később Stari Majdanban, Sasinában és Sanskoban volt az itteni szolgálatot ferencesek látták el. Az eddig ismert dokumentumok és publikált munkák egyértelműen megerősítik az itteni katolikus lakosság folytonosságát egészen napjainkig.
Állami elemi iskolája 1910-ben épült, de a tanítás csak 1918-ban indult meg benne. A vasérc modern módszerekkel történő kitermelése Stara Rijeka környékén 1915-ben indult, amelyen az osztrák-magyar csapatok által ejtett hadifoglyok: oroszok, szerbek és olaszok dolgoztak. 1941-ben a településnek 200 lakosa volt. A boszniai háborút lezáró daytoni békeszerződés rendelkezése alapján az ország területét felosztották a Bosznia-hercegovinai Föderáció és a boszniai Szerb Köztársaság között. Az osztóvonal átszelte Stara Rijeka falut is, melynek nagyobbik része a Szerb Köztársaság területéhez, azon belül Oštra Luka községhez került.

## Nevezetességei
- A jelenlegi katolikus templom 1974-ben épült. 1992. november 11-én a szerb szélsőségesek felrobbantották és súlyosan megrongálták, a tornyot pedig teljesen lerombolták. Az újjáépített templomot a Banja Luka-i püspök, Franjo Komarica szentelte fel Szent Anna ünnepén, 2000. július 26-án. Tornya később épült fel, de az eredetihez képest a templom másik oldalára került. Ezt 2001. január 17-én, Remete Szent Antal ünnepén szentelték fel. A plébániához Stara Rijeka, Briševo, Batkovci, Dževar, Džigalevac és Oštra Luka települések tartoznak.[6]